# Мој микро
Мој микро је био месечник на тему рачунара на словеначком језику који је излазио у Словенији. Био је у оптицају између 1984. и 2015. Мој микро је био један од најпопуларнијих информатичких часописа у Југославији током 80-их, обухватао је широк спектар технолошких тема и излазио је на словеначком и српско-хрватском (до 1991. године).

## Профил
Мој микро је основан 1984.  Оснивачки уредник био је Жига Турк. Издавач је било Дело Ревије, дд. Часопис је излазио месечно. Циљана је била мушкарци између 14 и 64 године.
2008. је имао тираж од 10.000 примерака.